# Olympische Sommerspiele 1972/Teilnehmer (Ceylon)
| Gelbes Symbol für Goldmedaillen mit stilisierten Olympischen Ringen | Graues Symbol für Silbermedaillen mit stilisierten Olympischen Ringen | Braundes Symbol für Bronzemedaillen mit stilisierten Olympischen Ringen |
| ------------------------------------------------------------------- | --------------------------------------------------------------------- | ----------------------------------------------------------------------- |
| —                                                                   | —                                                                     | —                                                                       |

Ceylon nahm bei den Olympischen Sommerspielen 1972 in München zum siebten Mal an Olympischen Spielen teil. Obwohl sich das Land drei Monate vor Beginn der Spiele in Sri Lanka umbenannt hatte, trat es in München noch unter seinem alten Namen auf. Das Land entsandte vier Sportler.

## Teilnehmer nach Sportarten

### Leichtathletik
- Sunil Gunawardene
100 m: Vorläufe
200 m: Viertelfinale
- Lucien Rosa
10.000 m: Vorläufe
Marathon: nicht beendet
- Wickramesinghe Wimaladasa
400 m: Viertelfinale

### Schießen
- Daya Rajasinghe Nadarajasingham
Kleinkaliber liegend: 65.